# 다이폴 안테나

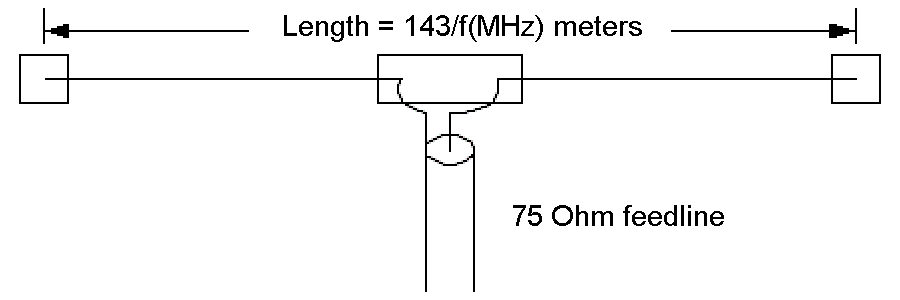
반파장 다이폴 안테나의 개략도

공진 회로의 콘덴서에서 다이폴 안테나를 전개하는 애니메이션. 청색은 전기장을, 적색은 자기장을 나타낸다.

다이폴 안테나 ( 영어 : dipole antenna) 또는 더블릿 안테나 (doublet antenna)는 케이블 끝 (급전 점)에 2 개의 직선 도선 (요소)을 좌우 대칭으로 붙인 안테나이다. 모노폴 안테나와 함께 선상 안테나의 기본이 되는 안테나이며, 가장 구조가 간단한 안테나이다. 줄여서 DP라고도 한다. 아마추어 무선용 자작 안테나로 널리 보급되어 있다. 이론적인 안테나 이득은 2.14dBi (2.15dBi로 표기하는 경우도 있음)이다. 도선은 수평 상태(수평 다이폴)로 이용하는 경우가 많다. 설치 공간을 절약하기 위해, 그리고 상향 각도를 조정하여 원거리 통신에 유리하기 때문에 경사 또는 수직 상태(수직 다이폴)로 사용하는 경우도 있다.

## 길이
이론적으로 안테나의 각 요소(element)의 길이는 1/4 파장 (전체는 1/2 파장)이다. 그러나 엄밀히 1/4 파장에서는 임피던스가 유도성(양의 허수 성분)으로 되어 급전선과의 임피던스 정합이 어려울 수 있으므로, 1/4 파장보다 몇 % 단축시켜 임피던스를 순 저항에 맞추는 경우가 많다.
요소를 단축하는 비율을 단축율이라고 하며 숫자로 표현된다. 단축율은 요소가 굵을수록 작아진다. "단축율"이 필요한 이유는 안테나 선에서의 전파 속도가 진공(≒ 공중)보다 늦고, 대개 단축율을 곱한 속도이기 때문에 1/2 파장이 공중보다 짧기 때문이어서 필연적으로 1보다 작은 값이 된다. 요소 주변의 분포 인덕턴스 및 분포 커패시턴스에 의하여 전파 속도가 변함에 따라 분포정수 공진의 공진 길이가 달라진다. 양쪽에 금속판을 부착하면 금속판의 콘덴서 효과로 더욱 단축된다.
다이폴 안테나의 경우 양끝이 "개방단 반사"가 되어, 진행파와 반사파의 간섭으로 정상파(standing wave)가 발생하는 상황이 안테나의 공진 주파수이며, 안테나 길이가 1/2 파장의 경우에 공진 기본파에 의하여 중앙 급전부가 대전류 점, 1 파장은 2 배 주파수에서 중앙 급전부가 고 임피던스 점, 1.5 파장은 3 배 주파수에서 중앙이 대전류 점 ......으로 기본파의 n 배가 공진점으로 된다.
즉 주위의 영향에 의해 공진 길이가 달라지기 때문에 탁상 계산기로 정확한 길이를 구하는 것은 곤란하다. 그래서 실제로는 조금 길게 제작 해두고, SWR(Standing Wave Ratio)이 원하는 주파수에서 최소가 되도록 안테나 요소를 축소하는 방식으로 미세조정하여 최종 길이를 결정한다. 주파수 ν [MHz]의 파장 λ [m]은 다음의 계산식에 의해 구할 수 있다.
{\displaystyle \lambda ={2\pi  \over k}={2\pi v \over \omega }={v \over \nu }}

## 임피던스
2개의 도선 내각을 180 °로 하면 입력 임피던스는 약 73 Ω이 된다. 내각을 120 °로하면 입력 임피던스가 거의 50Ω 되고, 50Ω 계의 동축 케이블에 직접 공급이 가능해진다. 이 때 안테나의 모양이 알파벳의 V 자 모양으로 보이기 때문에 V형 다이폴 안테나로 불린다. 이것의 상하를 반대로 한 것을 인버티드 V 안테나 (줄여서 IV 안테나) 또는 역 V 안테나로 말한다.

## 평형 - 불평형 변환
안테나 측은 평형(전위 분포가 대칭)이고, 동축 케이블 측은 불평형(전위 분포가 비대칭)이 되기 때문에, 급전을 적절하게 하기 위해서는 발룬(평형 - 불평형 변환기, Balun)을 통해 전력을 공급할 필요가 있다.
발룬을 생략하면 동축 케이블의 표면 도체가 한쪽 안테나의 요소로 어느 정도 작동하기 때문에 지향성이 왜곡되거나 이득이 저하 될 수있다. 다만 그 영향은 경미이기 때문에 간단한 용도에서는 종종 발룬이 생략된다.

## 지향성
안테나 요소에 수직인 방향으로는 전자파의 방사가 최대로 되고, 요소에 평행한 방향으로는 전자파의 방사가 영이 된다. 방사 각도와 방사 강도의 관계(지향성)를 도시하면 '8'자처럼 원형을 2개 이은 형태가 된다. 지면에 가까이 전개한 수평 다이폴의 경우에는 지상의 영향을 받아, 지상고에 의하여 상향 각도(수직면 내의 지향성)가 다양하게 변화한다.

## 소형화
요소의 중간에 코일(로딩 코일, 연장 코일)을 삽입함으로써 물리적 길이를 단축 할 수 있다. 또한 "단축"을 위한 코일인데도 "연장 코일"로 불리는 것은, 단축된 물리적 길이를 전기적으로 연장하여 전기적으로는 원래의 길이로 보이게 하는 코일이기 때문이다. 전기적인 길이를 실제 길이에 대하여 전기 길이라고한다. 한편 요소를 교체하여 물리적 길이를 단축 할 수도 있다.

## 다 주파수화
여러 요소를 평행하게 설치하거나 요소의 도중에 LC 병렬 공진 회로를 설치하여 공진 주파수에서 요소의 끝 부분을 전기적으로 분리시켜서, 복수의 주파수 대역에서 동작시킬 수 있다. 이러한 목적으로 사용되는 LC 병렬 공진 회로를 트랩이라고 부른다.
아마추어 무선사에 의한 다 주파화의 예
제작한 트랩이 원하는 주파수에서 공진하는 것을 확인하려면 고가의 측정기와 어느 정도의 전문 지식이 필요하다. 그래서 단순히 요소의 중간을 실제로 절단하거나 연결함으로써 다양한 주파수화하는 연구가 아마추어 무선사 사이에서 이루어지고 있다. 기보시 단자를 이용하여 절단 및 연결을 효율적으로 수행하는 방법이 고안되어 있다. 이를 기보시 다이폴 안테나라고 한다. 단파대 이하의 다이폴 안테나처럼 안테나의 형상이 크게 요소에 영향을 미치지 않는 경우는 사용 주파수를 바꿀 때마다 안테나를 올리거나 내릴 필요가 있다. 따라서 고정국에의 적용이 어렵고, 오로지 이동 운용에 사용된다. 안테나의 승강에는 풀리 및 신축성 폴이 사용된다.

## 응용
다이폴 안테나 그대로 야기 안테나의 방사기로 사용되는 이외에도, 수직으로 설치하여 요소의 한쪽 끝을 접지하거나 도체 판으로 대체하면 그라운드플레인 안테나가 된다.
다이폴 안테나의 원리를 응용한 안테나로는 다음과 같은 종류가 있다.
- 역 V 형 안테나
- 체플린 안테나(J antenna, Zeppelin Antenna)
- U 형 애드콕 안테나
- 폴디드 다이폴 안테나
  - T2FD
- 광대역 다이폴 안테나
  - 대수주기 안테나(log-periodic antenna)
  - 팬 안테나
  - 바이코니칼 안테나 (원뿔 안테나)
  - 슈퍼 턴스타일 안테나 (super turnstile antenna, 바이코니컬 안테나의 이차원 형)
  - 디스콘 안테나(discone antenna)
- 야기 안테나 (야기 우다 안테나)
- 위상차 급전 안테나
  - HB9CV
  - 위상 배열 안테나
  - 적응형 어레이 안테나

## 같이 보기
- 이득
- 렉테나(rectenna, rectifying antenna)